# Pluton (okręg Neamț)
Pluton – wieś w Rumunii, w okręgu Neamț, w gminie Pipirig. W 2011 roku liczyła 971 mieszkańców.